# Lyudmyla Kichenok
Ne pas confondre avec Nadiia Kichenok, sa sœur jumelle, également joueuse de tennis.
Lyudmyla Kichenok, née le 20 juillet 1992 à Dnipropetrovsk, est une joueuse de tennis ukrainienne.
Sa sœur jumelle Nadiia, également joueuse de tennis, était sa principale partenaire de double jusqu'en 2016. Ensemble, elles ont remporté quatre titres. Elle a remporté sept autres titres avec d'autres partenaires, dont cinq avec Jeļena Ostapenko.
Elle a remporté deux titres en Grand Chelem, un en double à l'US Open en 2024, avec Jeļena Ostapenko et un en double mixte à Wimbledon en 2023, avec Mate Pavić.

## Palmarès

### Titres en double dames
| No | Date       | Nom et lieu du tournoi                       | Catégorie    | Dotation    | Surface      | Partenaire       | Finalistes                               | Score             |          |
| -- | ---------- | -------------------------------------------- | ------------ | ----------- | ------------ | ---------------- | ---------------------------------------- | ----------------- | -------- |
| 1  | 04-01-2015 | Shenzhen Open Shenzhen                       | Intern'l     | 426 750 $   | Dur (ext.)   | Nadiia Kichenok  | Liang Chen Wang Yafan                    | 6-4, 7-66         | Parcours |
| 2  | 31-07-2016 | Brasil Tennis Cup Florianópolis              | Intern'l     | 250 000 $   | Dur (ext.)   | Nadiia Kichenok  | Tímea Babos Réka Luca Jani               | 6-3, 6-1          | Parcours |
| 3  | 30-10-2018 | WTA Elite Trophy Zhuhai                      | Elite Trophy | 2 280 935 $ | Dur (int.)   | Nadiia Kichenok  | Shuko Aoyama Lidziya Marozava            | 6-4, 3-6, [10-7]  | Parcours |
| 4  | 22-10-2019 | WTA Elite Trophy Zhuhai                      | Elite Trophy | 2 419 844 $ | Dur (int.)   | Andreja Klepač   | Duan Ying-Ying Yang Zhaoxuan             | 6-3, 6-3          | Parcours |
| 5  | 06-06-2021 | Nottingham Open Nottingham                   | WTA 250      | 235 238 $   | Gazon (ext.) | Makoto Ninomiya  | Caroline Dolehide Storm Sanders          | 6-4, 6-7, [10-8]  | Parcours |
| 6  | 13-06-2022 | Classic Birmingham Birmingham                | WTA 250      | 251 750 $   | Gazon (ext.) | Jeļena Ostapenko | Elise Mertens Zhang Shuai                | forfait           | Parcours |
| 7  | 15-08-2022 | Western & Southern Open Cincinnati           | WTA 1000     | 2 527 250 $ | Dur (ext.)   | Jeļena Ostapenko | Nicole Melichar-Martinez Ellen Perez     | 7-65, 6-3         | Parcours |
| 8  | 26-09-2022 | Tallinn Open Tallinn                         | WTA 250      | 251 750 $   | Dur (int.)   | Nadiia Kichenok  | Nicole Melichar-Martinez Laura Siegemund | 7-5, 4-6, [10-7]  | Parcours |
| 9  | 01-01-2024 | Brisbane International by Evie Brisbane      | WTA 500      | 1 736 763 $ | Dur (ext.)   | Jeļena Ostapenko | Greet Minnen Heather Watson              | 7-5, 6-2          | Parcours |
| 10 | 24-06-2024 | Rothesay International Eastbourne Eastbourne | WTA 500      | 922 573 $   | Gazon (ext.) | Jeļena Ostapenko | Gabriela Dabrowski Erin Routliffe        | 5-7, 7-62, [10-8] | Parcours |
| 11 | 28-08-2024 | US Open Flushing Meadows                     | G. Chelem    | NC          | Dur (ext.)   | Jeļena Ostapenko | Kristina Mladenovic Zhang Shuai          | 6-4, 6-3          | Parcours |

### Finales en double dames
| No | Date       | Nom et lieu du tournoi                       | Catégorie | Dotation       | Surface      | Vainqueures                         | Partenaire       | Score             |          |
| -- | ---------- | -------------------------------------------- | --------- | -------------- | ------------ | ----------------------------------- | ---------------- | ----------------- | -------- |
| 1  | 12-09-2011 | Tashkent Open Tachkent                       | Intern'l  | 220 000 $      | Dur (ext.)   | Eléni Daniilídou Vitalia Diatchenko | Nadiia Kichenok  | 6-4, 6-3          | Parcours |
| 2  | 30-12-2013 | Shenzhen Open Shenzhen                       | Intern'l  | 500 000 $      | Dur (ext.)   | Monica Niculescu Klára Zakopalová   | Nadiia Kichenok  | 6-3, 6-4          | Parcours |
| 3  | 07-01-2018 | Hobart International Hobart                  | Intern'l  | 250 000 $      | Dur (ext.)   | Elise Mertens Demi Schuurs          | Makoto Ninomiya  | 6-2, 6-2          | Parcours |
| 4  | 30-07-2018 | Silicon Valley Classic San José              | Premier   | 733 900 $      | Dur (ext.)   | Latisha Chan Květa Peschke          | Nadiia Kichenok  | 6-4, 6-1          | Parcours |
| 5  | 22-08-2021 | Chicago Open Chicago                         | WTA 250   | 235 238 $      | Dur (ext.)   | Nadiia Kichenok Raluca Olaru        | Makoto Ninomiya  | 7-66, 5-7, [10-8] | Parcours |
| 6  | 18-10-2021 | Tenerife Open Tenerife                       | WTA 250   | 235 238 $      | Dur (ext.)   | Ulrikke Eikeri Ellen Perez          | Marta Kostyuk    | 6-3, 6-3          | Parcours |
| 7  | 14-02-2022 | Tennis Championships Dubaï                   | WTA 500   | 703 580 $      | Dur (ext.)   | Veronika Kudermetova Elise Mertens  | Jeļena Ostapenko | 6-1, 6-3          | Parcours |
| 8  | 19-06-2022 | Rothesay International Eastbourne Eastbourne | WTA 500   | 757 900 $      | Gazon (ext.) | Aleksandra Krunić Magda Linette     | Jeļena Ostapenko | forfait           | Parcours |
| 9  | 13-02-2023 | Qatar TotalEnergies Open Doha                | WTA 500   | 780 637 $      | Dur (ext.)   | Coco Gauff Jessica Pegula           | Jeļena Ostapenko | 6-4, 2-6, [10-7]  | Parcours |
| 10 | 15-01-2024 | Australian Open Melbourne                    | G. Chelem | 38 923 200 AU$ | Dur (ext.)   | Hsieh Su-wei Elise Mertens          | Jeļena Ostapenko | 6-1, 7-5          | Parcours |
| 11 | 01-04-2024 | Credit One Charleston Open Charleston        | WTA 500   | 922 573 $      | Terre (ext.) | Ashlyn Krueger Sloane Stephens      | Nadiia Kichenok  | 1-6, 6-3, [10-7]  | Parcours |
| 12 | 27-01-2025 | Upper Austria Ladies Linz Linz               | WTA 500   | 1 064 510 $    | Dur (int.)   | Tímea Babos Luisa Stefani           | Nadiia Kichenok  | 3-6, 7-5, [10-4]  | Parcours |
| 13 | 22-06-2025 | Bad Homburg Open by Solarwatt Bad Homburg    | WTA 500   | 1 064 510 $    | Gazon (ext.) | Guo Hanyu Alexandra Panova          | Ellen Perez      | 4-6, 7-64, [10-5] | Parcours |

### Titre en double mixte
| No | Date       | Nom et lieu du tournoi      | Catégorie | Dotation | Surface      | Partenaire | Finalistes             | Score          |          |
| -- | ---------- | --------------------------- | --------- | -------- | ------------ | ---------- | ---------------------- | -------------- | -------- |
| 1  | 03-07-2023 | The Championships Wimbledon | G. Chelem | NC       | Gazon (ext.) | Mate Pavić | Xu Yifan Joran Vliegen | 6-4, 69-7, 6-3 | Parcours |

## Parcours en Grand Chelem

### En simple dames
| Année | Open d'Australie | Open d'Australie | Internationaux de France | Internationaux de France | Wimbledon | Wimbledon      | US Open | US Open        |
| ----- | ---------------- | ---------------- | ------------------------ | ------------------------ | --------- | -------------- | ------- | -------------- |
| 2013  | Q2               | Çağla Büyükakçay | Q1                       | Vania King               | Q1        | Vera Dushevina | Q1      | Amra Sadiković |
| 2014  | Q1               | Magda Linette    | Q1                       | Arantxa Rus              | Q2        | Ashleigh Barty | Q1      | Mariana Duque  |
| 2015  | Q1               | Katarzyna Piter  | —                        | —                        | —         | —              | —       | —              |

N.B. : à droite du résultat se trouve le nom de l'ultime adversaire.

### En double dames
| Année | Open d'Australie                                                                            | Open d'Australie                                                                       | Internationaux de France                                                                     | Internationaux de France                                                               | Wimbledon                                                                         | Wimbledon              | US Open | US Open |
| ----- | ------------------------------------------------------------------------------------------- | -------------------------------------------------------------------------------------- | -------------------------------------------------------------------------------------------- | -------------------------------------------------------------------------------------- | --------------------------------------------------------------------------------- | ---------------------- | ------- | ------- |
| 2014  | —                                                                                           | —                                                                                      | —                                                                                            | —                                                                                      | 2e tour (1/16) N. Kichenok \|\| style="text-align:left;" \| S. Errani R. Vinci    | —                      | —       |         |
| 2015  | 1er tour (1/32) O. Savchuk \|\| style="text-align:left;" \| A. Hlaváčková L. Hradecká       | 2e tour (1/16) O. Savchuk \|\| style="text-align:left;" \| E. Makarova E. Vesnina      | 1/8 de finale M. Barthel \|\| style="text-align:left;" \| E. Makarova E. Vesnina             | 2e tour (1/16) N. Kichenok \|\| style="text-align:left;" \| K. Bertens J. Larsson      |                                                                                   |                        |         |         |
| 2016  | 2e tour (1/16) N. Kichenok \|\| style="text-align:left;" \| M. Hingis S. Mirza              | 2e tour (1/16) N. Kichenok \|\| style="text-align:left;" \| A. Hlaváčková L. Hradecká  | 1er tour (1/32) V. Lepchenko \|\| style="text-align:left;" \| C. McHale J. Ostapenko         | 2e tour (1/16) N. Kichenok \|\| style="text-align:left;" \| V. King M. Niculescu       |                                                                                   |                        |         |         |
| 2017  | 1er tour (1/32) N. Kichenok \|\| style="text-align:left;" \| A. Barty C. Dellacqua          | 1er tour (1/32) N. Kichenok \|\| style="text-align:left;" \| A. Konjuh M. Linette      | 1/8 de finale L. Tsurenko \|\| style="text-align:left;" \| C. Bellis M. Vondroušová          | 1/8 de finale B. Krejčíková \|\| style="text-align:left;" \| L. Šafářová B. Strýcová   |                                                                                   |                        |         |         |
| 2018  | 1er tour (1/32) M. Ninomiya \|\| style="text-align:left;" \| L. Kerkhove L. Marozava        | 1er tour (1/32) L. Tsurenko \|\| style="text-align:left;" \| A. Hlaváčková B. Strýcová | 1er tour (1/32) A. Kudryavtseva \|\| style="text-align:left;" \| B. Mattek-Sands L. Šafářová | 1/8 de finale L. Siegemund \|\| style="text-align:left;" \| B. Krejčíková K. Siniaková |                                                                                   |                        |         |         |
| 2019  | —                                                                                           | —                                                                                      | 1/4 de finale J. Ostapenko \|\| style="text-align:left;" \| E. Mertens A. Sabalenka          | 2e tour (1/16) R. Atawo \|\| style="text-align:left;" \| A.L. Friedsam L. Siegemund    | 1/4 de finale J. Ostapenko \|\| style="text-align:left;" \| C. Dolehide V. King   |                        |         |         |
| 2020  | 1er tour (1/32) Yang Z. \|\| style="text-align:left;" \| M. Inglis K. McPhee                | 1er tour (1/32) N. Kichenok \|\| style="text-align:left;" \| V. Gracheva J. Paolini    | Annulé                                                                                       | Annulé                                                                                 | 1er tour (1/16) N. Kichenok \|\| style="text-align:left;" \| H. Carter L. Stefani |                        |         |         |
| 2021  | 1/8 de finale J. Ostapenko \|\| style="text-align:left;" \| N. Melichar D. Schuurs          | 1er tour (1/32) Ar. Rodionova \|\| style="text-align:left;" \| N. Kichenok R. Olaru    | 2e tour (1/16) M. Ninomiya \|\| style="text-align:left;" \| A. Muhammad J. Pegula            | 1er tour (1/32) M. Ninomiya \|\| style="text-align:left;" \| G. Minnen A. Van Uytvanck |                                                                                   |                        |         |         |
| 2022  | 2e tour (1/16) J. Ostapenko \|\| style="text-align:left;" \| P. Martić S. Rogers            | 1/2 finale J. Ostapenko \|\| style="text-align:left;" \| C. Garcia K. Mladenovic       | 1/2 finale J. Ostapenko \|\| style="text-align:left;" \| B. Krejčíková K. Siniaková          | 1/8 de finale J. Ostapenko \|\| style="text-align:left;" \| C. Garcia K. Mladenovic    |                                                                                   |                        |         |         |
| 2023  | 1er tour (1/32) J. Ostapenko \|\| style="text-align:left;" \| A. Pavlyuchenkova E. Rybakina | 2e tour (1/16) J. Ostapenko \|\| style="text-align:left;" \| A. Cornet D. Parry        | 1er tour (1/32) J. Ostapenko \|\| style="text-align:left;" \| H. Dart H. Watson              | 2e tour (1/16) J. Ostapenko \|\| style="text-align:left;" \| E. Avanesyan K. Rakhimova |                                                                                   |                        |         |         |
| 2024  | Finale J. Ostapenko                                                                         | Hsieh S.-w. E. Mertens                                                                 | 2e tour (1/16) J. Ostapenko \|\| style="text-align:left;" \| A. Anshba A. Dețiuc             | 1/4 de finale J. Ostapenko \|\| style="text-align:left;" \| K. Siniaková T. Townsend   | Victoire J. Ostapenko                                                             | K. Mladenovic Z. Shuai |         |         |
| 2025  | 1/8 de finale Chan H.-c. \|\| style="text-align:left;" \| K. Mladenovic Zhang S.            | 1er tour (1/32) S. Kenin \|\| style="text-align:left;" \| M. Joint O. Kalashnikova     | 1/8 de finale E. Perez \|\| style="text-align:left;" \| T. Babos L. Stefani                  |                                                                                        |                                                                                   |                        |         |         |

N.B. : le nom de la partenaire se trouve sous le résultat ; le nom des ultimes adversaires se trouve à droite.

### En double mixte
| Année | Open d'Australie                                                                    | Open d'Australie                                                                 | Internationaux de France                                                           | Internationaux de France                                                                 | Wimbledon                                                                          | Wimbledon                                                                     | US Open | US Open |
| ----- | ----------------------------------------------------------------------------------- | -------------------------------------------------------------------------------- | ---------------------------------------------------------------------------------- | ---------------------------------------------------------------------------------------- | ---------------------------------------------------------------------------------- | ----------------------------------------------------------------------------- | ------- | ------- |
| 2017  | —                                                                                   | —                                                                                | —                                                                                  | —                                                                                        | 1/4 de finale M. Pavić \|\| style="text-align:left;" \| M.J. Martínez M. Demoliner | —                                                                             | —       |         |
| 2018  | —                                                                                   | —                                                                                | —                                                                                  | —                                                                                        | 2e tour (1/16) A. Sitak \|\| Forfait                                               | 1er tour (1/16) A. Sitak \|\| style="text-align:left;" \| Chan Y.-j. I. Dodig |         |         |
| 2019  | —                                                                                   | —                                                                                | 2e tour (1/8) S. González \|\| style="text-align:left;" \| A. Hesse B. Bonzi       | —                                                                                        | —                                                                                  | —                                                                             | —       |         |
| 2020  | 1er tour (1/16) A. Krajicek \|\| style="text-align:left;" \| N. Kichenok R. Bopanna | Annulé                                                                           | Annulé                                                                             | Annulé                                                                                   | Annulé                                                                             | Annulé                                                                        | Annulé  |         |
| 2021  | —                                                                                   | —                                                                                | —                                                                                  | —                                                                                        | 3e tour (1/8) O. Marach \|\| style="text-align:left;" \| H. Dart J. Salisbury      | —                                                                             | —       |         |
| 2022  | 2e tour (1/8) A. Golubev \|\| style="text-align:left;" \| M. Ninomiya A.-H. Qureshi | 2e tour (1/8) R. Matos \|\| style="text-align:left;" \| S. Stosur M. Ebden       | 1er tour (1/16) R. Matos \|\| style="text-align:left;" \| B. Haddad Maia B. Soares | 1er tour (1/16) R. Matos \|\| style="text-align:left;" \| J. Ostapenko D. Vega Hernández |                                                                                    |                                                                               |         |         |
| 2023  | 1er tour (1/16) G. Escobar \|\| style="text-align:left;" \| K. Birrell R. Hijikata  | 2e tour (1/8) M. Ebden \|\| style="text-align:left;" \| A. Muhammad L. Glasspool | Victoire M. Pavić                                                                  | Xu Y. J. Vliegen                                                                         | 1er tour (1/16) J. Zieliński \|\| style="text-align:left;" \| Yang Z. K. Krawietz  |                                                                               |         |         |
| 2024  | 1er tour (1/16) M. Pavić \|\| style="text-align:left;" \| S. Hunter M. Ebden        | 2e tour (1/8) M. Pavić \|\| style="text-align:left;" \| Forfait                  | 2e tour (1/8) M. Pavić \|\| style="text-align:left;" \| Forfait                    | 1er tour (1/16) S. Doumbia \|\| style="text-align:left;" \| E. Perez S. Gillé            |                                                                                    |                                                                               |         |         |
| 2025  | —                                                                                   | —                                                                                | 1/4 de finale M. Pavić \|\| style="text-align:left;" \| D. Krawczyk N. Skupski     | —                                                                                        | —                                                                                  | —                                                                             | —       |         |

N.B. : le nom du partenaire se trouve sous le résultat ; le nom des ultimes adversaires se trouve à droite.

## Parcours aux Masters

### En double dames
| # | Date       | Nom de l'édition      | ($)       | Surface    | Résultat   | Partenaire       | Ultimes adversaires                   | Score     |          |
| - | ---------- | --------------------- | --------- | ---------- | ---------- | ---------------- | ------------------------------------- | --------- | -------- |
| 1 | 31/10/2022 | WTA Finals Fort Worth | 5 000 000 | Dur (int.) | 1/2 finale | Jeļena Ostapenko | Barbora Krejčíková Kateřina Siniaková | 7-65, 6-2 | Parcours |

## Parcours aux Jeux olympiques

### En double dames
| # | Date       | Nom de l'olympiade                  | Surface             | Résultat        | Partenaire      | Ultimes adversaires                | Score             |          |
| - | ---------- | ----------------------------------- | ------------------- | --------------- | --------------- | ---------------------------------- | ----------------- | -------- |
| 1 | 06/08/2016 | Olympic Tennis Event Rio de Janeiro | Dur (ext.)          | 1er tour (1/16) | Nadiia Kichenok | Xu Yifan Zheng Saisai              | 6-0, 6-3          | Parcours |
| 2 | 31/07/2021 | Olympic Tennis Event Tokyo          | Dur (ext.)          | 1/4 de finale   | Nadiia Kichenok | Elena Vesnina Veronika Kudermetova | 6-2, 6-1          | Parcours |
| 3 | 31/07/2024 | Olympic Tennis Event Paris          | Terre battue (ext.) | 1/4 de finale   | Nadiia Kichenok | Cristina Bucșa Sara Sorribes Tormo | 6-3, 2-6, [12-10] | Parcours |

## Parcours en Fed Cup
| #                                                                 | Date       | Lieu     | Surface      | Gagnante(s)                       | Perdante(s)                       | Score          |          |
| ----------------------------------------------------------------- | ---------- | -------- | ------------ | --------------------------------- | --------------------------------- | -------------- | -------- |
|                                                                   |            |          |              |                                   |                                   |                |          |
| 2010 - Barrage (groupe mondial I) - Ukraine - Australie - 0 : 5   |            |          |              |                                   |                                   |                |          |
| 1                                                                 | 24/04/2010 | Kharkiv  | Terre (int.) | Samantha Stosur                   | Lyudmyla Kichenok                 | 7-64, 6-3      | Parcours |
| 1                                                                 | 24/04/2010 | Kharkiv  | Terre (int.) | Anastasia Rodionova Rennae Stubbs | Lyudmyla Kichenok Nadiia Kichenok | 6-2, 6-72, 6-1 | Parcours |
|                                                                   |            |          |              |                                   |                                   |                |          |
| 2012 - Barrage (groupe mondial I) - Ukraine - États-Unis - 0 : 5  |            |          |              |                                   |                                   |                |          |
| 2                                                                 | 21/04/2012 | Kharkiv  | Terre (ext.) | Liezel Huber Sloane Stephens      | Lyudmyla Kichenok Nadiia Kichenok | 6-4, 6-1       | Parcours |
|                                                                   |            |          |              |                                   |                                   |                |          |
| 2018 - 1er tour (groupe mondial II) - Australie - Ukraine : 3 : 2 |            |          |              |                                   |                                   |                |          |
| 3                                                                 | 10/02/2018 | Canberra | Gazon (ext.) | Ashleigh Barty                    | Lyudmyla Kichenok                 | 4-6, 6-1, 6-4  | Parcours |
| 3                                                                 | 10/02/2018 | Canberra | Gazon (ext.) | Ashleigh Barty Casey Dellacqua    | Lyudmyla Kichenok Nadiia Kichenok | 6-3, 6-4       | Parcours |

## Classements WTA en fin de saison
| Année          | 2008 | 2009 | 2010 | 2011 | 2012 | 2013 | 2014 | 2015 | 2016 | 2017 | 2018 | 2019 | 2020 | 2021 | 2022 | 2023 | 2024 |
| Rang en simple | 718  | 548  | 260  | 363  | 235  | 187  | 184  | 326  | 362  | 873  | –    | –    | –    | –    | –    | 982  | –    |
| Rang en double | 379  | 282  | 162  | 141  | 111  | 116  | 74   | 53   | 68   | 53   | 35   | 41   | 46   | 38   | 9    | 35   | 4    |

Source : (en) Classements de Lyudmyla Kichenok sur le site officiel de la Fédération internationale de tennis